# Lewiston (Maine)
Lewiston é uma cidade do estado americano do Maine, no condado de Androscoggin. Foi incorporada em 1795 como Lewistown e em 1863 passou a se chamar Lewiston. A cidade fica entre Augusta, a capital estadual, e Portland, a cidade mais populosa do estado. Com pouco mais de 37 mil habitantes, de acordo com o censo nacional de 2020, é a segunda cidade mais populosa do estado.

## Geografia
De acordo com o Departamento do Censo dos Estados Unidos, a cidade tem uma área de 92 km², dos quais 88,4 km² estão cobertos por terra e 3,6 km² (3,9%) por água.

## Demografia
Desde 1900, o crescimento populacional médio, a cada dez anos, é de 4,1%.

### Censo 2020
De acordo com o censo nacional de 2020, a sua população é de 37 121 habitantes e sua densidade populacional é de 419,7 hab/km². Seu crescimento populacional na última década foi de 1,4%, abaixo do crescimento estadual de 2,6%. É a segunda cidade mais populosa do Maine.
Possui 16 579 residências que resulta em uma densidade de 187,5 residências/km² e um decréscimo de -0,9% em relação ao censo anterior. Deste total, 7,8% das unidades habitacionais estão desocupadas. A média de ocupação é de 2,4 pessoas por residência.

### Censo 2010
Segundo o censo nacional de 2010, a sua população era de 36 592 habitantes e sua densidade populacional de 397,6 hab/km². Possuía 16 731 residências que resultava em uma densidade de 189,2 residências/km².

## Marcos históricos
O Registro Nacional de Lugares Históricos lista 49 marcos históricos em Lewiston. O primeiro marco foi designado em 25 de agosto de 1970 e o mais recente em 23 de março de 2021, o Lincoln Street Fire Station.